# 南萊斯特郡 (英國國會選區)

選區在拉特蘭和萊斯特郡的位置

南萊斯特郡（英語：South Leicestershire），英國國會一郡選區，位於萊斯特郡哈伯勒西部和布萊比大部。
本區始設於1832年，1885年被撤前應選兩席，2010年恢復。2010年大選中保守黨的安德魯·羅伯森以49.5%選票成功連任。